# Katedra Języków i Kultur Afryki Wydziału Orientalistycznego Uniwersytetu Warszawskiego

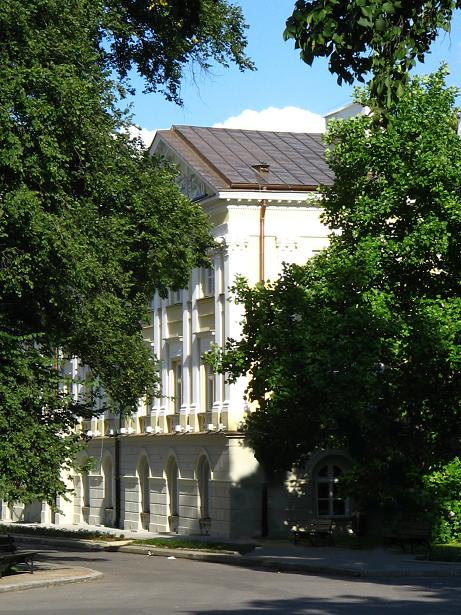
Budynek Wydziału Orientalistycznego przy Krakowskim Przedmieściu 26/28, siedziba Katedry Języków i Kultur Afryki

Katedra Języków i Kultur Afryki UW jest jedynym ośrodkiem w Polsce kształcącym w dziedzinie afrykanistyki. Jako jednostka naukowa wchodzi w skład Wydziału Orientalistycznego Uniwersytetu Warszawskiego. 

## Historia
Historia afrykanistyki na Uniwersytecie Warszawskim sięga 1950, kiedy to prof. Stefan Strelcyn, etiopista, stanął na czele Katedry Semitystyki. Edukacja w nowej katedrze rozpoczęła się w roku akademickim 1951/52. Program studiów obejmował przedmioty z zakresu hebraistyki i etiopistyki. W kolejnych latach zaczęto wykładać także język hausa i język suahili.
Prof. Stefan Strelcyn kierował Katedrą Semitystyki do 1969. Po nim, w latach 1969-1973, kierownictwo Katedry, której nazwa została zmieniona na Zakład Afrykanistyki i Semitystyki, objął prof. Witold Tyloch. W latach 1973–77 jednostka wchodziła w skład Zakładu Bliskiego Wschodu i Afryki, którym kierował prof. Józef Bielawski. W 1977 Zakład Języków i Kultur Afryki stał się samodzielną jednostką. Na jego czele, do roku 1988, stała prof. Joanna Mantel-Niećko, a następnie, do roku 2009, prof. Stanisław Piłaszewicz. Od marca 2009 do 2017 kierowniczką była prof. Nina Pawlak. W tym samym roku Zakład przekształcił się w Katedrę. W 2017 kierownictwo objęła Iwona Kraska-Szlenk.
Katedra prowadzi coroczną rekrutację na trzyletnie studia licencjackie i dwuletnie magisterskie w systemie stacjonarnym. Rotacyjnie prowadzony jest nabór do sekcji etiopistycznej, hausa i suahili.
W Katedrze prowadzona jest biblioteka afrykanistyczna.

## Kierownicy
- 1950–1969 – prof. Stefan Strelcyn
- 1969–1973 – prof. Witold Tyloch
- 1973–1977 – prof. Józef Bielawski
- 1977–1988 – prof. Joanna Mantel-Niećko
- 1988–2009 – prof. Stanisław Piłaszewicz
- 2009–2015 – prof. Nina Pawlak
- od 2017 – prof. Iwona Kraska-Szlenk

## Adres
Katedra Języków i Kultur Afryki Uniwersytetu Warszawskiego
Krakowskie Przedmieście 26/28
00-927 Warszawa